# Termoelektrarna Šoštanj blok 4
Blok 4 je eden od še obratujočih blokov Termoelektrarne Šoštanj.

## Osnovni Podatki bloka 4
- Termoelektrarna Šoštanj
- Naslov: Cesta Lole Ribarja 18, Šoštanj

## Poenostavljena tehnološka shema
| 1. Kotel                | 10. NT - Grelnik vode 4     | 19. Zagonska posoda            |
| 2. Turbina              | 11. Napajalni rezervoar     | 20. Varnostni ventil           |
| 3. Generator            | 12. Napajalne črpalke       | 21. Čiščenje kondenzata        |
| 4. Kondenzator          | 13. VT - Grelnik vode A6    | 22. Hladilni stolp             |
| 5. Kondenzatni črpalki  | 14. VT - Grelnik vode A7    | 23. Priprava dekarbonatne vode |
| 6. Hladilnik kondenzata | 15. VT - Grelnik vode A8    | A Napajanje TP1 ali TP2        |
| 7. NT - Grelnik vode 1  | 16. Ohlajevalnik vode       |                                |
| 8. NT - Grelnik vode 2  | 17. Zagonski razbremenilnik |                                |
| 9. NT - Grelnik vode 3  | 18. Izpustni razbremenilnik |                                |

## Tabela tehničnih podatkov za bloka 4
| NAPRAVA                           | ENOTA                         | BLOK 4                        |                |
| --------------------------------- | ----------------------------- | ----------------------------- | -------------- |
| KOTLI                             | Babcock-Benson                | Babcock-Benson                | Babcock-Benson |
| Zmogljivost                       | t/h                           | 860                           |                |
| Sveža para: tlak                  | bar                           | 183                           |                |
| Temperatura                       | °C                            | 540                           |                |
| Ponovno pregreta para: tlak       | bar                           | 42                            |                |
| Temperatura                       | °C                            | 545                           |                |
| Napajalna črpalak zmogljivost     | t/h                           | 3 x 445                       |                |
| Nazivni tlak                      | bar                           | 250                           |                |
| Mlin: število                     |                               | 6                             |                |
| zmogljivost                       | t/h                           | 6 x 60                        |                |
| Temparatura dimnih plinov         | °C                            | 160                           |                |
| Izkoristek kotla                  | %                             | 88                            |                |
| Višina dimnika                    | m                             | 150                           |                |
| TURBINA                           | KWU - kondenzacijska, odjemna | KWU - kondenzacijska, odjemna |                |
| Nazivna moč                       | MW                            | 275                           |                |
| Nazivni vrtljaji                  | min−1                         | 3.000                         |                |
| Nazivni tlak                      | bar                           | 177,5                         |                |
| Hladilna črpalka: zmogljivost     | t/h                           | 2 x 23.000                    |                |
| Hladilni sistem: zmogljivost      | min−1                         | 37.450                        |                |
| Nazivna temperatura hladilne vode | °C                            | 22                            |                |
| Višina hladilnega stolpa          | m                             | 94                            |                |
| GENERATOR                         | KWU                           | KWU                           |                |
| Nazivna navidezna moč             | MVA                           | 324                           |                |
| Nazivni faktor delavnosti cos φ   |                               | 0,85                          |                |
| Nazivna napetost                  | kV                            | 15,75 ± 10 %                  |                |
| Nazivni tok                       | A                             | 11.880                        |                |
| Vzbujanje                         |                               | statično                      |                |
| Moč                               | kW                            | 1.030                         |                |
| Napetost                          | V                             | 350                           |                |
| Tok                               | A                             | 2.740                         |                |
| Hlajenje: z vodikom               | bar                           | 3(4)                          |                |
| OSTALI PODATKI                    |                               |                               |                |
| Specifična poraba premoga         | kg/kWh                        | 1,25                          |                |
| Izkoristek blokov                 | %                             | 32                            |                |
| BLOKOVNI TRANSFORMATOR            | SIEMENS                       | SIEMENS                       |                |
| Nazivna moč                       | MVA                           | 320                           |                |
| Napetost                          | kV                            | 15,75/228                     |                |
| Kratkostična napetost             | %                             | 7,7                           |                |
| Vezava                            |                               | Yd5                           |                |
| TRANSFORMATOR BLR                 | RADE KONČAR                   | RADE KONČAR                   |                |
| Nazivna moč                       | MVA                           | 32                            |                |
| Napetost                          | kV                            | 15,75 ± 10 %/10,5             |                |
| Kratkostična napetost             | %                             | 7,9                           |                |
| Vezava                            |                               | Yy0                           |                |

## Parni kotel Babcock Benson
Kotel je tehnična naprava, ki nam omogoča bolj ali manj ekonomično proizvodnjo toplotne energije in sicer tako, da ustvarja pogoje, ki so potrebni za pretvorbo kemično vezane energije v gorivu (premog, olje) z zgorevanjem v toplotno energijo. Dimni plini, ki nastajajo pri zgorevanju in imajo visoke temperature, oddajajo preko cevi svojo toploto vodi.

Pri dovajanju toplote se voda najprej segreje na temperaturo vrelišča, nato se upari. Z nadaljnjim dovajanjem toplote se para pregreje.

### Konstrukcija kotla
Parni kotel Benson je dobil ime po svojem
konstruktorju. Ta je izkoristil razmerje pri kritičnem stanju pare: tlak 225,6 bar in kritični temperaturi 374,2 °C, ko je uparjalna toplota 0, tako da preide voda v paro brez spremembe volumna.
V tem kotlu torej niso bile potrebne naprave za ločevanje pare od vode. Uparjanje se ne začne in konča v enem samem prerezu cevi, temveč poteka vzdolž ustrezno dolge uparjalne proge.

Zgrajen je iz zvarjenih membranskih cevnih sten, ki so kot ostali deli kotla izolirane z mineralno volno. Kotel je na višini 89 m obešen na kotlovsko ogrodje in prosto visi do tal. Cevni sistem se razteza in v spodnji točki lijaka gorilne komore znaša raztezek pri obratovanju 400 mm.

Leva in desna stranska stena kurišča (uparjalnika) visita na pripadajočih stenah konvektivnega dela (pregrevalnika 1). Srednja in zadnja stena kurišča sta zaradi preprečevanja napetosti v vogalih zožitve povezani s posebnim toplim obešanjem t. j. diagonalno vgrajenimi cevmi, ki so ogrevane s pomočjo odjema iz izstopnega kolektorja uparjalnika. Razen tega je s posebno konstrukcijo podprt lijak kurišča s pomočjo ploščatih vešal na razmaku okrog 1,5 m, katera so obešena na koti 45 m.

Skupaj je v kotlu 300.000 m cevi z 75.000 zvari, od tega je 50.000 bilo narejenih v tovarni, 25.000 pa med montažo kotla. 
Kotel ima kurjavo na lignitni prah s 6 mlini z direktnim vpihovanjem v pripadajoče gorilnike na dveh različnih višinah.

## Naprava za razžveplevanje na bloku
Naprava za razžveplanje dimnih plinov bloka 4 je priključena za kotlom bloka 4, ki za kurjavo uporablja lignit.
Dimni plini, ki prihajajo iz kotla, vsebujejo SO2, CO2, NOx, prah, pepel in druge spremljevalne snovi. Dva ventilatorja vleka sesata dimne pline iz kotla po dveh kanalih preko elektrofiltrov, kjer se izloči več kot 99,8 % pepela.
Dimne pline, očiščene prahu, ventilatorja vleka lahko potiskata po dveh poteh. Normalna pot je skozi napravo za odžveplanje, v izjemnih primerih pa jih lahko vodimo preko obvodnih loput direktno v dimnik.

Pri normalnem obratovanju vodimo dimne pline skozi grelnik dimnih plinov GAVO, obvodne lopute pa so zaprte. GAVO je regenerativni vrtljivi grelnik dimnih plinov na katerem neočiščeni dimni plini s temperaturo 160 °C oddajo svojo toploto grelnim paketom, ti pa nato oddajo toploto ohlajenim očiščenim dimnim plinom, preden jih vodimo v dimnik, da je njihova temperatura nad rosiščem (90-95 °C).

Neočiščeni dimni plini iz grelnika dimnih plinov vstopajo s temperaturo 120 °C v pralnik, kjer jih operemo s suspenzijo absorbcijskega sredstva (mleti apnenec; CaCO3 + voda).

V delu pralnika nad gladino suspenzije so v šestih nivojih nameščeni sistemi šob za razprševanje absorbcijskega sredstva. Vsakemu sistemu šob pripada obtočna črpalka, ki črpa suspenzijo iz zbiralnika pralnika, šobe pa zagotavljajo fino razprševanje. V območju razpršilnih šob potekata ohlajevanje dimnih plinov in bistvena faza očiščenja, difuzija žveplovega dioksida, floridov in kloridov skozi mejni plinski sloj na površino omočenega delca absorbenta.
Dimni plini se pri prehodu skozi pralnik navlažijo do nasičenja ter ohladijo na temperaturo 60 °C. Ker vsebujejo fino razpršene kapljice, morajo skozi izločevalnik kapljic na vrhu pralnika, kjer se izločijo skupaj s preostalimi kristalizacijskimi jedri. Dimni plini pri prehodu skozi pralnik suspenzijo delno uparijo, pare pa zapustijo sistem. Izgubljene vodne pare nadomestimo z dodatno vodo, s katero izpiramo izločevalnik kapljic iz rezervoarja procesne vode.
Tlak očiščenih dimnih plinov, ki izstopajo iz izločevalnika kapljic, zvišamo s pomočjo ventilatorja, ki je dodatno vgrajen v kanal dimnih plinov. Očiščene dimne pline iz pralnika potiska preko grelnika dimnih plinov ter loput v dimnik.
Kalcijev sulfit, ki je nastal v razpršilnem območju pralnika, pade v zbiralnik. Tam ima dovolj časa za oksidacijo v kalcijev sulfat. Za proces oksidacije imamo na voljo 3 puhala, ki dovajajo potrebno količino zraka v suspenzijo s kalcijevim sulfitom, ki ob intenzivnem vpihovanju zraka in mešanju oksidira v kalcijev sulfat. Za učinkovit proces izločanja SO2 iz dimnih plinov je zelo pomembno vzdrževanje pH med 5,7 in 6,0 ter pravilne gostote in temperature.

Zmleti apnenec, ki ga v procesu razžveplovanja uporabljamo kot absorbcijsko sredstvo dobimo iz lokalnih silosov, pod katerima sta dva rezervoarja za pripravo suspenzije apnenca. Voda, ki je potrebna za pripravo suspenzije doteka iz rezervoarja obtočne vode.

Apneno suspenzijo, ki se v pralniku spremeni v sadro, črpamo v postajo za odvodnjavanje, kjer jo na hidrociklonu produkta zgoščujemo. Zgoščeno sadro po cevovodu vodimo v rezervoar za produkt. Od tu jo črpamo po krožnem cevovodu v mešalnico produkta, kjer se meša s pepelom.
Pepel pnevmatsko transportiramo izpod elektrofiltra v 2000 m3 silos za pepel. Sadra in pepel se dozirata v mešali. Po mešanju nastane končni produkt s stabilnimi fizikalno kemičnimi lastnostmi. Ta produkt z gumijastim cevnim trakom transportiramo na vmesno deponijo, kjer ga nalagamo na transportna vozila in odvažamo na končna odlagališča.

### Poenostavljena Tehnološka shema naprave za razžveplevanje dimnih plinov
| 1. Elektrofiltri                   | 8. Hidrociklon produkta              | 17. Odvod na izpiralna mesta      |
| 2. Ventilatorji vleka              | 9. Hidrociklon obtočne vode          | 18. Rezervoar procesne vode       |
| 3. Regenerativni prenosnik toplote | 10. Silos kalcita                    | 19. Dopolnjevanje procesne voda   |
| 4. Puhala oksidacijskega zrakar    | 11. Rezervoar za pripravo suspenzije | 20. Črpalki procesne vode         |
| 5. Pralnik - absorber              | 12. Silos pepela                     | 21. Rezervoar obtočne vode        |
| 5a. Pralnik - zbiralnik            | 13. Vakumski filter produkta         | 22. Rezervoar suspenzije produkta |
| 5b. Pralnik - lovilci kapljic      | 14. Mešalnica stabilizata            | 23. Rezervoar za izpraznitev      |
| 6. Obtočne črpalke                 | 15. Odvoz stabilizata ali sadre      | 24. Lovilna jama                  |
| 7. Odjemni črpalki suspenzije      | 16. Zbirni rezervoar filtrata        | 25. Dovod kalcita                 |

### Tehnični podatki naprave za razžveplevanje
Količina vlažnih dimnih plinov
- na vstopu v napravo: 1.520.000 nm3/h
- na vstopu v dimnik: 1.613.200 nm3/h

Vstopna koncentracija SO2 v dimnih plinih
- vrednost za garancijo: 7500 mg/nm3 (suho, O2=7 %)
- poprečna vrednost: 6300 mg/nm3 (suho, O2=7 %)

Koncentracija škodljivih snovi na vstopu v dimnik
- žveplovi oksidi (SOx): do 400 mg/nm3 (suho, O2=7 %)
- trdni delci: do 50 mg/nm3  (suho, O2=7 %)

Povprečna količina škodljivih snovi na vstopu v
razžveplovalno napravo
- žveplovi oksidi (SOx): 8000 kg/h
- trdni delci: 765 kg/h

Količina škodljivih snovi na vstopu v dimnik
- žveplovi oksidi (SOx): 385 kg/h
- trdni delci: 63 kg/h

Stopnja izločanja žveplovih oksidov
- garantirana vrednost: 94,7 %
- pri poprečni vstopni koncentraciji SO2: 93,6 %
- maksimalno: nad 95 %

Poraba mletega apnenca
- pri vstopni koncentraciji SO2 7500 mg/nm3: 16,9 t/h
- pri poprečni koncentraciji SO2: 14,2 t/h

Povprečna količina produkta razžveplanja
- količina sadre: 25 t/h (vlaga 10 %)
- količina produkta: 70 t/h (sadra + pepel)

Poraba električne energije
- povprečna poraba električne energije: 7900 kWh/h

Dimenzije naprave
- tlorisna površina naprave: 2300 m2
- višina zgradbe pralnika: 53.2 m

### Turbina bloka 4
Turbina proizvajalca Siemens UB KWU je nadtlačna, večstopenjska, aksialna, odjemna kondenzatna s ponovnim pregrevanjem pare. Sestavljena je iz visokotlačnega, srednjetlačnega in nizkotlačnega dela ter sistemov pomožnih naprav.
Visokotlačni del sestavljajo visokotlačno ohišje, visokotlačni rotor, hitrozaporni ventili, regulirni ventili in nepovratni loputi na izstopu iz visokotlačnega dela. Na vsaki strani turbine sta horizontalno nameščena po dva hitrozaporna ventila. Pred njima so nameščena sita za preprečitev vstopa tujkov v turbino. 
Hitrozaporni ventili se odpirajo hidravlično in zapirajo s silo prednapetih vzmeti. Turbina ima štiri regulirne ventile, nameščene v skupnem ohišju s hitrozapornimi ventili. Odpiranje ventilov se vrši preko elektrohidravličnega regulatorja in krmilnih oljnih regulatorjev. Za doseganje pravilnega obratovanja turbine morajo regulirni ventili odpirati po predpisanem vrstnem redu. Nepovratni loputi sta vgrajeni na izstopni strani turbine s funkcijo, preprečiti vdor pare na izstop turbine iz kotla ponovnega pregrevanja. Odpirata se hidravlično preko krmilnih oljnih regulatorjev.

## Poglejte še
- Termoelektrarna Šoštanj blok 1 in 2
- Termoelektrarna Šoštanj blok 3
- Termoelektrarna Šoštanj blok 5
- Termoelektrarna Šoštanj blok 6
- Termoelektrarna Šoštanj

## Povezave
Spletna stran Termoelektrarne Šoštanj